# Sternotomis albomaculatus
Sternotomis albomaculatus là một loài bọ cánh cứng trong họ Cerambycidae.